# Lorena Enriqueta Herrera
Lorena Enriqueta Herrera Estévez (Potrerillos, 28 de octubre de 1969) es una economista y política hondureña. Actualmente forma parte de los Designados Presidenciales de Honduras.

## Biografía
Nació en Potrerillos del departamento Cortés, el 28 de octubre de 1969. Graduada de Abogada y Licenciada en Gerencia de Negocios en la Universidad Tecnológica de Honduras, Curso Superior de Defensa Nacional de Honduras, Department of Defense of United States of América,  Derecho Migratorio Americano, Diplomado en Derecho Constitucional para Diputados al Congreso Nacional, Ingeniera Ambiental con Maestría en Prevención y control de Desastres (Tecnológico de Monterrey), Bachiller en ciencias y Letras, Secretaria Bilingüe y Secretaria Comercial.

## Trayectoria política
Fue elegida Diputada por el departamento de Cortés en las Elecciones generales de Honduras de 2005 y de igual forma en las Elecciones generales de Honduras de 2009. El 27 de enero de 2014 fue juramentada como Designada Presidencial (vicepresidenta de Honduras) junto con Ricardo Álvarez Arias y Rossana Guevara para el Gabinete Ministerial de Juan Orlando Hernández (Periodo 2014-2018).
El 21 de julio de 2017 se manifestó públicamente como Designada Presidencial en contra de la reelección presidencial de Juan Orlando Hernández e indicó meditar su apoyo al candidato de la Alianza de Oposición Salvador Alejandro Nasralla por su lucha Anticorrupción.
Consultora Consolidación Gran Diálogo Nacional mesa Ambiental, Secretaria de Recursos Naturales y Ambiente, 2003.
Consultora Directa en la Secretaria de Recursos Naturales y Ambiente para la colaboración en el equipo de elaboración de la Política Ambiental Nacional del País, 2004.
Consultora Diagnóstico de la Red Hondureña de Reservas Naturales Privadas, Naciones Unidas, 2004.
Consultora Revisión y Reproducción de Manuales Ambientales Secretaria de Recursos Naturales y el Programa MARENA, 2004.
Consultora Catedrática Universidad Tecnológica de Centroamérica, UNITEC, Periodo 2004-2005.